# Гольбурт, Акиба Абрамович
Акиба Абрамович Гольбурт (25 мая 1916—1981) — советский сценарист и режиссёр.

## Биография
С 1934 года — помощник и ассистент режиссёра на студии «Белгоскино», работал над фильмами «Комсомольск» (1938; ассистент режиссёра); «Валерий Чкалов» (1941; монтаж).
В период Великой Отечественной войны служил в штабе генерала Н. С. Осликовского, в одном из боёв был тяжело ранен, награждён орденом Красной Звезды (1944). 
После демобилизации был осуждён за «антисоветскую агитацию» на три года ИТЛ. В 1945—1947 годах, будучи в заключении, был помощником режиссёра, потом режиссёром и заведующим постановочной частью Театра Воркутстроя НКВД СССР. Режиссёрским дебютом Гольбурта в этом театре стал спектакль «Это случилось в Америке» (инсценировка С. Шварцмана по киносценарию Р. Рискина); в 1947 году, перед освобождением поставил на сцене театра оперетту Ф. Легара «Весёлая вдова». В этом же театре работал и другой заключённый А. Я. Каплер, будущий соавтор А. А. Гольбурта. Одновременно, в 1946 году был режиссёром-постановщиком самодеятельного театра воркутинского дома пионеров. После освобождения работал на киностудии «Ленфильм». 
В конце 1970-х годов эмигрировал в Израиль.

## Творчество
Написал сценарии нескольких кинофильмов (под псевдонимом А. Кива):
- 1960 — Кроткая
- 1961 — Человек-амфибия[6]
- 1970 — Хозяин
- 1972 — Мраморный дом[7]
- 1976 — Труффальдино из Бергамо

## Публикации
- Кроткая: по одноимённому рассказу Ф. М. Достоевского / А. Борисов, А. Гольбурт; режиссёрский сценарий А. Борисова. Л: Ленфильм, 1960. — 136 с.
- Человек-амфибия: по роману А. Беляева / авторы сценария: А. Гольбурт, А. Ксенофонтов, А. Каплер; режиссёрская разработка Чеботарева В. А. Л.: Ленфильм, 1961. — 146 с.
- Слуга двух господ (по одноимённой комедии К. Гольдони). Музыкальный цветной комедийный двухсерийный телевизионный фильм / А. Гольбурт; режиссёрская разработка В. Воробьева. — Л.: Объединение телевизионных фильмов, 1976. — 185 с